# Thekla av Bysans
Thekla av Bysans, född 831, död 870, var en bysantinsk prinsessa. 
Thekla var äldsta dotter till kejsare Theofilos och hans fru Theodora och äldre syster till medkejsare Mikael III. Under moderns regeringstid som Mikaels förmyndarregent 842-855 tycks hon ha haft plats i regentrådet med titeln kejsarinna. Thekla, samt hennes mor och systrar, skickades i kloster 857, ett par år efter att Mikael blivit kejsare.
Hon hade ett förhållande med kejsarens favorit Basileios I, som avslutade förhållandet när han år 867 mördade hennes bror och själv tog makten.